# Східні танці
Східний танець – сучасна форма давнього танцю, поширеного на Середньому Сході та в арабських країнах.  Танець живота має багато різновидів, що залежать від країни та регіона, це стосується як костюмів, так і танцювальних рухів. Окремі нові стилі з'явилися на Заході, коли танець почав набирати популярність.Східні танці це не лише танець живота бо це і мова жестів та тіла.

## Аксесуари
У більшості видів танців використовуються аксесуари та прикраси:
- палиця
- доф (бубон)
- хус (тарілка з очерету)
- вогонь
- шаблі
- сагати (маленькі металеві диски)
- крила
- віяла
- барабанчики
- меляйа (велика чорна хустка, у яку можна замотатися з голови до ніг)
- поі (тканина, намотана на палицю)
- стрічка
- шаль

## Костюм
Костюми в таких танцях дуже різноманітні.

## Танець животав Україні
На сьогодні східні танці широко поширені в Україні. Нещодавно була створена всеукраїнська громадська організація «Українська Асоціація Виконавців Східного Танцю» зареєстрована Міністерством юстиції України, налічує в собі 18 обласних осередків, входить до складу International DanceSport Association (IDSA).
Основна мета діяльності УАВСТ: сприяння розвитку східного танцю на території України, підвищення ролі цього виду культурної діяльності у всебічному і гармонійному розвитку особи, зміцнення здоров'я, формування здорового способу життя.